# Motuca
Motuca é um município brasileiro do estado de São Paulo. Sua população estimada em 2024 era de 4.079 habitantes. 

## Toponímia
A denominação do município provém de um tipo de mosca de mesmo nome, comum na região por causa da grande quantidade de água ali existente.

## História
Os primeiros registros de ocupação de Motuca são de 1892, com a construção da Estrada de Ferro Rincão/Bebedouro, pela Companhia Paulista de Estrada de Ferro. 
O local, abundante em recursos hídricos, recebia os condutores e suas boiadas vindos de regiões distantes e o entroncamento da estrada de ferro com a estrada boiadeira era natural, porque tanto havia o descarregamento de boiadas como o de café, produto que após percorrer um longo caminho até o porto de Santos tinha como destino final o mercado europeu. 
Como tantas outras áreas do Estado de São Paulo, Motuca teve seu período áureo com a cultura do café e a criação de gado. Por volta de 1908, houve o assentamento de imigrantes japoneses e portugueses que desenvolveram atividades ligadas ao setor hortifrutigranjeiro e à cafeicultura. 
O efetivo crescimento agrícola impulsionou o desenvolvimento políticoadministrativo e, em 31 de dezembro de 1925, passou a distrito do município de Araraquara. Depois da década de 50, houve a substituição das outras culturas pela cultura da cana-de-açúcar, que pouco a pouco foi tomando conta das pequenas fazendas e sítios, arrendando terras e atraindo o migrante nordestino para a área. 
Desse período em diante, houve um lento desenvolvimento econômico e, apenas em 9 de janeiro de 1990, obteve autonomia político-administrativa com a criação do município.

## Geografia
Localiza-se a uma latitude 21º30'29" sul e a uma longitude 48º09'04" oeste, estando a uma altitude de 618 metros. Possui uma área de 228,700 km².

### Hidrografia
- Rio Moji-Guaçu

### Rodovias

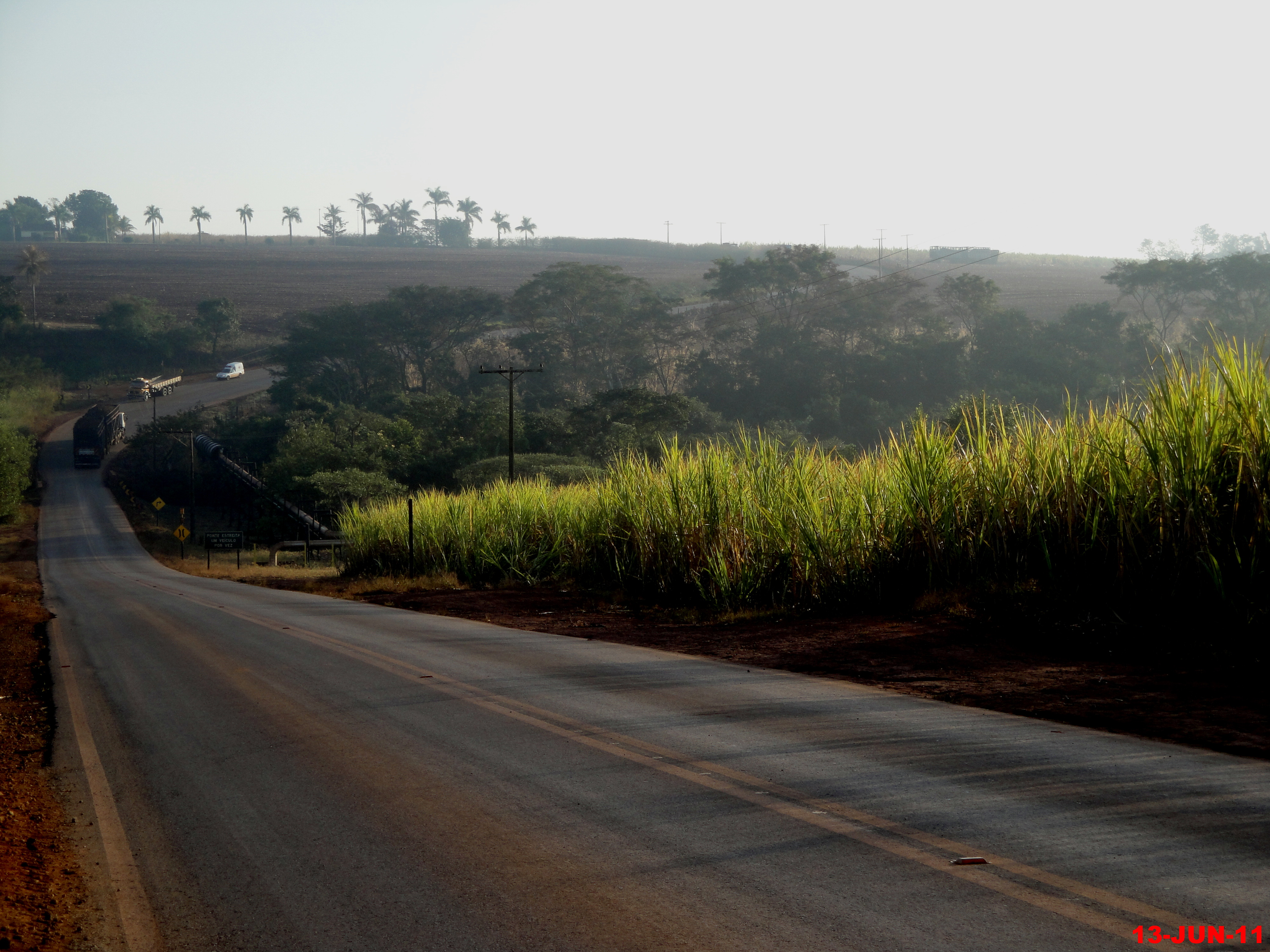
Trecho da Vicinal Guariba-Motuca.

Motuca é servida pelas seguintes rodovias vicinais:
- Vicinal Matão-Motuca
- Vicinal Rincão-Motuca
- Vicinal Guariba-Motuca

## Demografia

### População
| Crescimento populacional                             | Crescimento populacional | Crescimento populacional | Crescimento populacional |
| Ano                                                  | População Total          |                          | %±                       |
| ---------------------------------------------------- | ------------------------ | ------------------------ | ------------------------ |
| 2000                                                 | 3 871                    |                          | —                        |
| 2010                                                 | 4 290                    |                          | 10,8%                    |
| 2022                                                 | 4 034                    |                          | −6,0%                    |
| Est. 2024                                            | 4 079                    | [ 6 ]                    | 1,1%                     |
| Fontes: Censos Demográficos IBGE e Estimativas SEADE |                          |                          |                          |

### Dados demográficos
Dados do Censo - 2010
População Total: 4.290
- Urbana: 3.108
- Rural: 1.182
- Homens: 2.162
- Mulheres: 2.128
- Densidade demográfica (hab./km²): 18,76

## Política e administração
- Prefeito: Fabio de Menezes Chaves  (PSD)
- Vice-prefeito: Thiago Ferrari Xavier (PL)
- Presidente da câmara: Alison de Souza Mares Rodrigues (PSD)

## Infraestrutura

### Comunicações
O sistema de telefones automáticos, assim como o sistema de discagem direta à distância (DDD) com o código de área (0162), foram implantados pela Telecomunicações de São Paulo (TELESP).
Na década de 90 o código DDD da cidade foi alterado para (016), para padronização do sistema telefônico com a telefonia celular que estava sendo implantada em todo o estado.

## Cultura e lazer

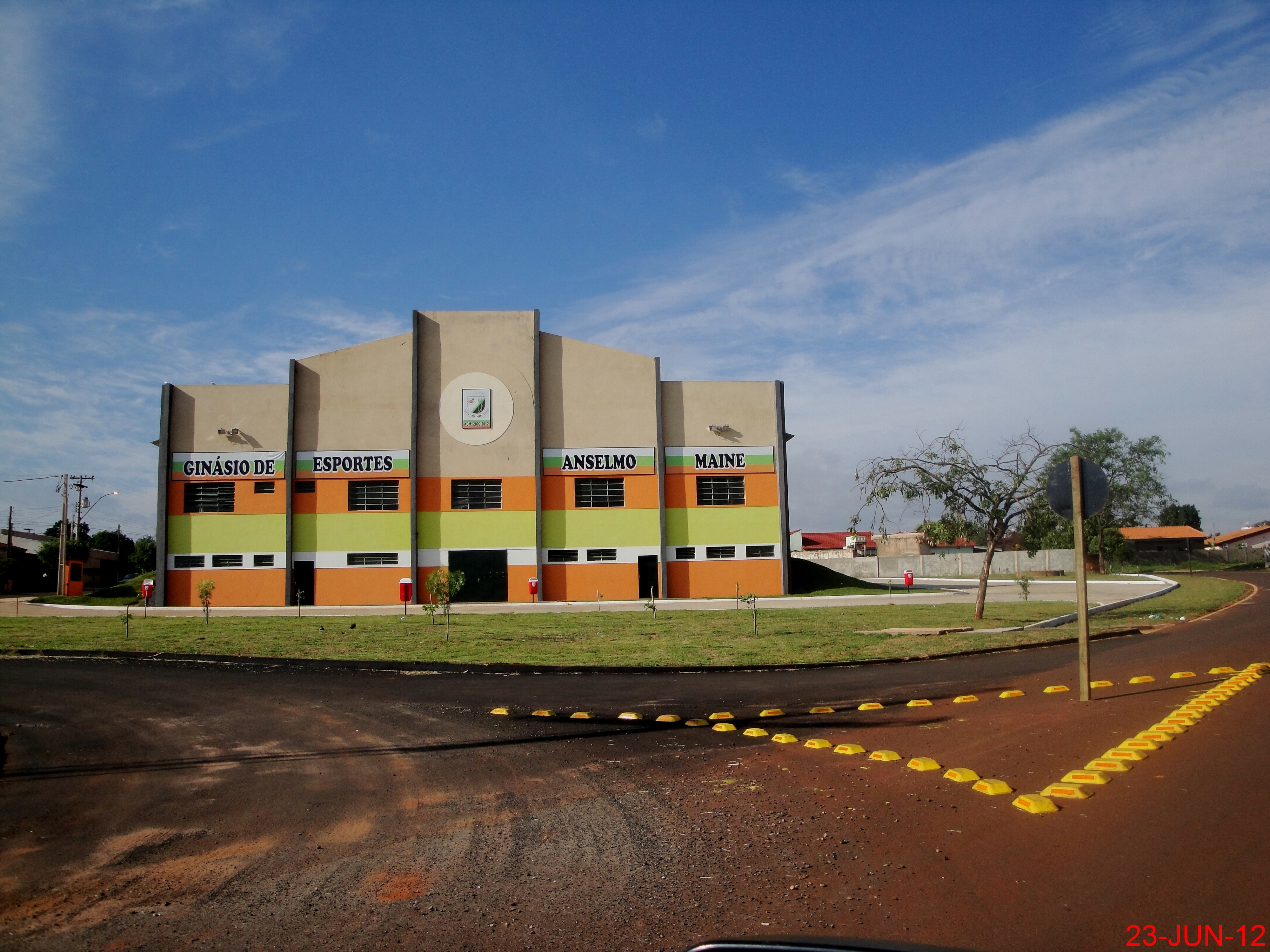
Ginásio de Esportes.

### Esportes
Fundado em 5 de janeiro de 1971, o Motuca Futebol Clube é a principal referência local.

## Religião
O Cristianismo se faz presente na cidade da seguinte forma:

### Igreja Católica
O município pertence à Diocese de São Carlos.

### Igrejas Evangélicas
Entre as igrejas protestantes históricas, pentecostais e neopentecostais, encontram-se na cidade:
- Assembleia de Deus Ministério do Belém.[18][19]
- Congregação Cristã no Brasil.[20]